# Zaandam vasútállomás
Zaandam vasútállomás vasútállomás Hollandiában, Zaanstad községben, Zaandam településen.

## Vasútvonalak
Az állomást az alábbi vasútvonalak érintik:
- Nieuwediep–Amsterdam-vasútvonal
- Zaandam–Enkhuizen-vasútvonal

## Kapcsolódó állomások
A vasútállomáshoz az alábbi állomások vannak a legközelebb:
- Koog Bloemwijk vasútállomás (Den Helder vasútállomás, Nieuwediep–Amsterdam-vasútvonal)
- Zaandam Kogerveld vasútállomás (Enkhuizen vasútállomás, Zaandam–Enkhuizen-vasútvonal)
- Amsterdam Sloterdijk állomás (Amsterdam Centraal, Nieuwediep–Amsterdam-vasútvonal)